# Tomisław Chorwacki

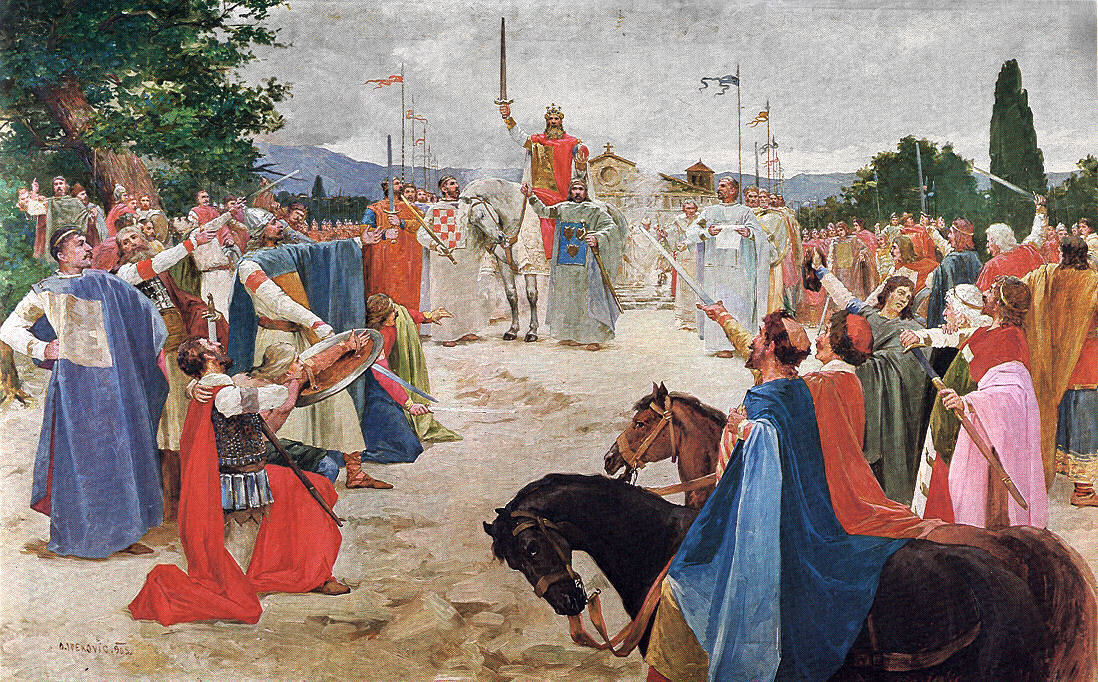
Oton Iveković – Koronacja Tomisława

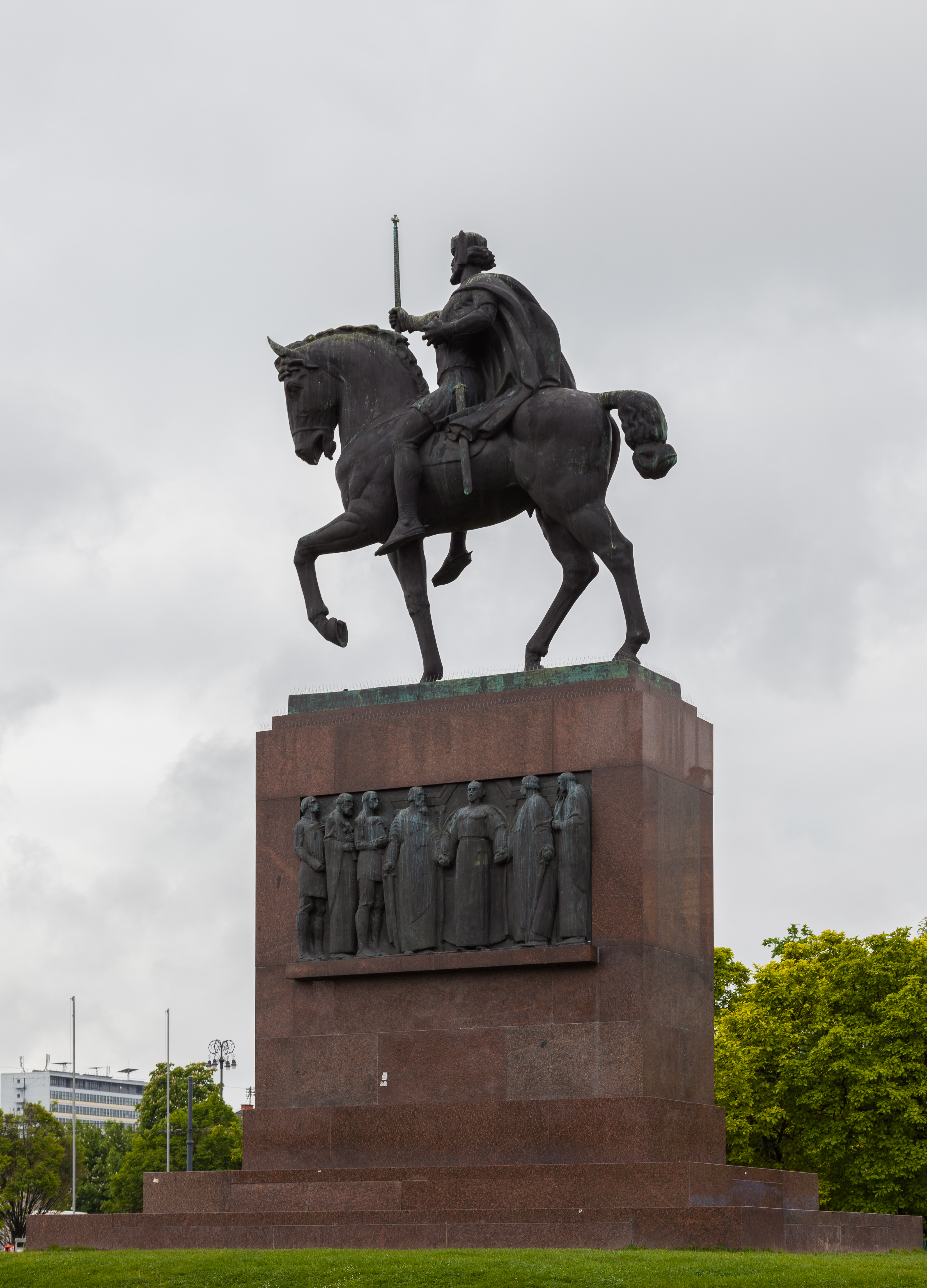
Tomisław Chorwacki w Zagrzebiu

Tomisław Chorwacki (zm. 928) – książę Dalmatyńskiej Chorwacji 910–925, król Chorwacji 925–928 z dynastii Trpimirowiczów.
Był synem Mutimira (Męcimira). Był wnukiem Trpimira, choć możliwe jest, że był wnukiem Świętopełka morawskiego. Walczył z Węgrami, przyłączając w rezultacie obszary Slawonii. Jako sojusznik Bizancjum prowadził w 926 wojnę przeciwko Bułgarii zakończoną zawarciem pokoju za pośrednictwem papieża Jana X.
Zjednoczył panońskie i dalmatyńskie księstwa chorwackie, tworząc jedno królestwo. Przyłączył do swojego kraju Chorwację Posawską. W 925 r. został koronowany przez papieża Jana X.